# دانتي كلاين
دانتي كلاين (بالهولندية: Dante Klein)‏ هو موسيقي هولندي، ولد في 29 أغسطس 1995 في أمستردام في هولندا.